# Федеральное министерство финансов Германии
Федеральное министерство финансов Германии (нем. Bundesministerium der Finanzen, BMF) — федеральное министерство Германии, ответственное за разработку и реализацию финансовой и бюджетной политики государства. Министр финансов обладает исключительным правом вето на на решения федерального правительства, если они связаны со значительными расходами из государственной казны.

## История
После объединения Германии, налогово-бюджетная политика была преимущественной областью различных земель Германии. Земли несут ответственность за прямые налоги, а также косвенные взносы федерации, получаемые федеральным правительством. Вопросы бюджетно-налоговой политики на федеральном уровне являются обязанностью Управляющего канцлера. Тем не менее, в 1879 году было основано Императорское казначейство (нем. Reichsschatzamt). Первоначально оно было во главе с заместителем государственного секретаря, и в конечном счёте госсекретаря. Оно стало федеральным министерством во главе с федеральным министром в 1919 году, и было переименовано в Федеральное министерство финансов в 1949 году.
С 1999 года здание бывшего Имперского министерства авиации в Берлине стало штаб-квартирой министерства.